# Manuel Castelazo Fuentes
Manuel del Sagrado Corazón de María Castelazo Fuentes (Ciudad de México, 28 de mayo de 1865-11 de noviembre de 1942), más conocido como Manuel Castelazo Fuentes, fue un abogado y político mexicano. Fue titular de la Procuraduría General de la República de México de mayo a noviembre de 1911 durante el gobierno del presidente interino Francisco León de la Barra.

## Biografía
Nació el 28 de mayo de 1865 como hijo del matrimonio de Víctor Castelazo Aguado y Consuelo Fuentes Peñarroja.
En 1897 se casó con Ana María Emilia de Jesús Herrera Gallardo.
En 1902 contrajo matrimonio en segundas nupcias con María Isabel Cristiana Prisciliana Luisa Gonzaga Herrera Gallardo.
En 1911 fue el titular de la Procuraduría General de la República de México del  26 de mayo al 5 de noviembre de 1911, sustituyendo al Rafael Rebollar formando parte del gabinete del presidente Francisco León de la Barra cuando ocupó la presidencia interina. 
Posteriormente fue Diputado en el Congreso de la Unión en la XXVI Legislatura de 1 de septiembre de 1912 al 31 de agosto de 1913.